# Nonius
Vous lisez un « article de qualité » labellisé en 2023.
Pour le grammairien romain, voir Nonius Marcellus.
Le Nonius (hongrois : Nóniusz) est une race de chevaux carrossiers et de selle originaire de la Hongrie sous l'empire d'Autriche, née au haras de Mezőhegyes. Il tient son nom de son père fondateur, Nonius Senior, un étalon normand. Originellement élevée pour servir d'animal de trait léger et de cheval utilitaire pour l'armée austro-hongroise, la race attire de nombreux commentaires et gagne un prix d'excellence lors d'expositions au XIXe siècle. La motorisation la cantonne à l'usage agricole au XXe siècle, puis ses effectifs s'effondrent durant l'époque communiste. Désormais, le Nonius est surtout élevé en préservation.
Il existe historiquement deux types de Nonius, un grand et un petit. La robe est le plus souvent noire, bai-brun ou baie, la taille varie de 1,45 m à 1,68 m. Le modèle du Nonius est très homogène, avec une encolure épaisse et une tête légèrement busquée, une croupe puissante et des membres solides de cheval d'attelage. Rompu pendant des décennies aux travaux fermiers, il dispose d'un caractère facile, qui a permis sa reconversion comme cheval de loisir. Il est utilisé pour l'agriculture, et surtout l'attelage, qui forme sa discipline de prédilection. La majorité des 1 347 chevaux Nonius répertoriés en Hongrie en 2023 se trouve désormais à Hortobágy, Mezőhegyes n'étant plus le principal centre d'élevage. Quelques centaines d'individus sont disséminés dans des haras en Europe centrale et Europe de l'Est. Malgré cette bonne diffusion, le Nonius reste culturellement méconnu en dehors de la Hongrie.

## Dénomination et sources
D'après l'écrivain Giacomo Giammatteo, le nom de cette race de chevaux s'écrit avec une initiale en majuscule, car elle est nommée d'après un nom propre, celui de l'étalon fondateur Nonius. Le nom local hongrois de cette race de chevaux est « Nóniusz ».
La recherche scientifique sur la race Nonius est relativement rare. Ces recherches portent notamment sur sa durée de gestation, sur sa distance génétique avec d'autres races de chevaux, et sur la structure de la population spécifique élevée au haras national d'Izvin, en Roumanie.

## Histoire

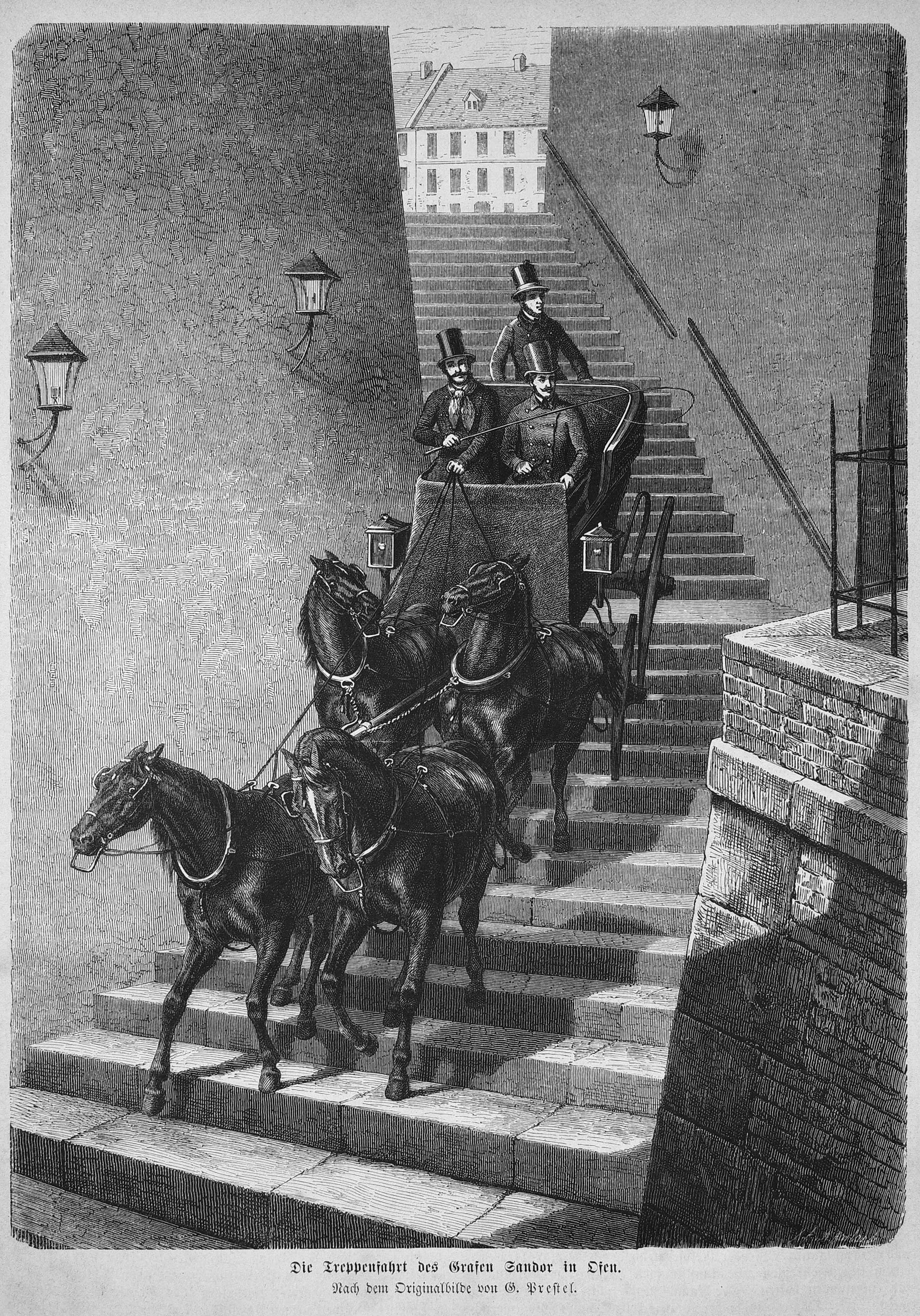
Attelage hongrois de quatre chevaux noirs à Budapest, 1872 (la race des animaux n'est pas précisée).

L'élevage de chevaux a toujours représenté une facette importante de la culture hongroise. Au XIXe siècle, la Hongrie, alors sous l'empire d'Autriche, domine cet élevage en Europe,. Le haras d'État de la famille royale de Hongrie et de la cour impériale des Habsbourg est créé en 1784 à Mezőhegyes, dans le but de répondre à la demande en chevaux remplissant des rôles variés. Le respect de ces exigences conduit à développer à Mezőhegyes plusieurs races et souches de chevaux à partir des mêmes juments : le Gidrán, le Furioso, et le Nonius, qui est le plus lourd,. Les rôles et la popularité du Nonius sont affectés par des périodes de bouleversements sociaux et politiques.

### Nonius Senior

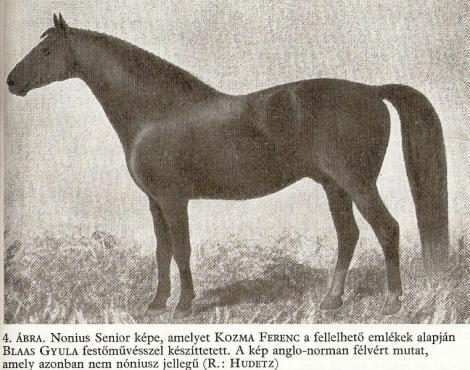
Nonius Senior, d'après une gravure de Kozma Ferencn réalisée à partir d'un tableau de Julius von Blaas.

La race Nonius est en partie d'origine française. Elle tient son nom de son étalon fondateur, dont les descendants mâles portent depuis le nom : Nonius Senior. Il naît en 1810,, dans le Calvados, ou au dépôt d'étalons national du Bec-Hellouin dans l'Eure, en Normandie. Fils d'un Pur-sang ou demi-sang nommé Orion, et d'une robuste jument normande, Nonius est vraisemblablement à 3/8 Pur-sang, et appartient à la race Anglo-normande,,,. Si les informations à propos de sa ville natale et de sa lignée diffèrent selon les sources, il est toutefois certain qu'il a des origines Pur-sang. Il a peut-être aussi des origines par le trotteur Norfolk,, car ce type de croisement se pratique en Normandie à l'époque.
Il est capturé au haras français de Rosières-aux-Salines, soit en 1812 par un général hongrois séduit par sa couleur de robe, soit par les Autrichiens en 1814 ou 1815,, quoi qu'il en soit pendant les guerres napoléoniennes. Il est amené à Mezőhegyes en 1816,.
Bien que poulain, il soit considéré « affreux » et qu'aucune source ne le décrive comme bien conformé, parvenu à maturité, cet étalon bai atteint la taille respectable de 1,71 m (16 mains 3/4), ou 1,64 m (selon l'autrice tchèque Helena Kholová). S'il possède tous les traits de conformation qui lui sont attribués (la liste a des lacunes importantes), c'est un étalon au dos long, aux mauvais aplombs et aux épaules droites,. Les qualités de ses descendants suggèrent qu'il possède une grosse tête très simple, « sans beauté particulière dans [son] allure ». Nonius a d'abord peu servi comme étalon reproducteur à Mezőhegyes, jusqu'à ce que sa progéniture commence à montrer une endurance et une puissance rares,, qui associées à une conformation massive et un tempérament assidu au travail, font le bonheur des exploitants agricoles hongrois.
Nonius est alors croisé à des juments de différentes origines : espagnoles, lipizzanes, arabes, turkmènes, et diverses autres races hongroises, dont l'influence se ressent encore de nos jours. À l'époque, ses compagnons de haras à Mezőhegyes sont des chevaux à la mode hispano-napolitaine, descendants de la souche arabo-hongroise,. Nonius Senior fait 22, (ou 16 selon Judith Draper) années de service comme étalon reproducteur, et meurt vraisemblablement en 1838 (1832 selon Elwyn Hartley Edwards, ce qui est contradictoire avec les sources d'époque). Il a servi une jumenterie très variée, mais tous ses poulains lui ressemblent, présentant une robe baie ou noire avec peu de marques blanches. Quinze des fils de Nonius sont devenus des étalons reproducteurs, sur ses 79 poulains et 122 pouliches,.

### Fixation de la race

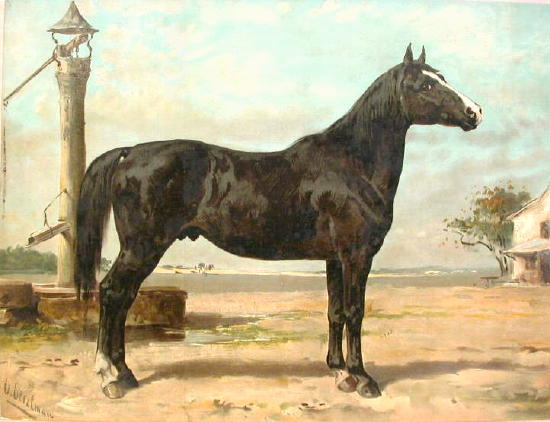
Un « cheval hongrois », probablement un Nonius, sur une lithographie de 1898.

Le Nonius devient un cheval de selle lourd et d'attelage d'artillerie, prisé par l'armée hongroise. Présent en grand nombre dans les départements de Békés et de Csongrád, il se répand dans d'autres régions. Le maréchal de Marmont, duc de Raguse, visite en 1834 les haras militaires de Mezőhegyes, témoignant que « [des races de chevaux du haras], la plus nombreuse et la plus belle est la race normande provenant d'un étalon nommé Honius (sic !), encore vivant ». Il parle d'un grand nombre de chevaux d'espèce et de taille engendrés avec des juments d'origine arabe, « admirablement beaux ». Au contraire, le comte Achille de Montendre évoque en 1840 la « laideur » de la race, dotée d'une peau épaisse, d'une grosse tête busquée, de petits yeux et de genoux de veaux. Le Nonius est officiellement reconnu comme race en 1840.

« Moins anglais que normand, car alors le croisement n'était pas très-avancé en Normandie, Nonius a produit semblable à lui-même, et ses descendants actuels, après cinquante ans passés, répètent avec une exactitude étrange notre cheval normand de 1815. [...] Le Nonius de l'époque actuelle est un grand et fort carrossier aux petites allures, aux mouvements hauts et courts, aux actions quelque peu accentuées, mais mesurées. »

— J. A. Barral, Journal d'agriculture pratique
Le prince de Lobkowitz, qui en 1854 prend la tête de Mezőhegyes, souligne l'importance à fixer le type des chevaux, donc à obtenir les caractéristiques d'une race d'animaux génétiquement homogènes. Cet objectif est atteint par des croisements consanguins, Nonius ayant sailli ses propres filles. C'est en partie un échec : sur les 33 poulains nés de croisements père-fille, 11 sont morts et seulement deux poulinières ont été considérées de qualité, pour un seul étalon. En 1865, des croisements avec des étalons Arabe et Pur-sang sont introduits parmi les descendantes femelles de Nonius Senior, dans l'espoir de corriger un manque d'équilibre et d'élégance chez la race,,,,.

### Développement jusqu'au début duXXesiècle

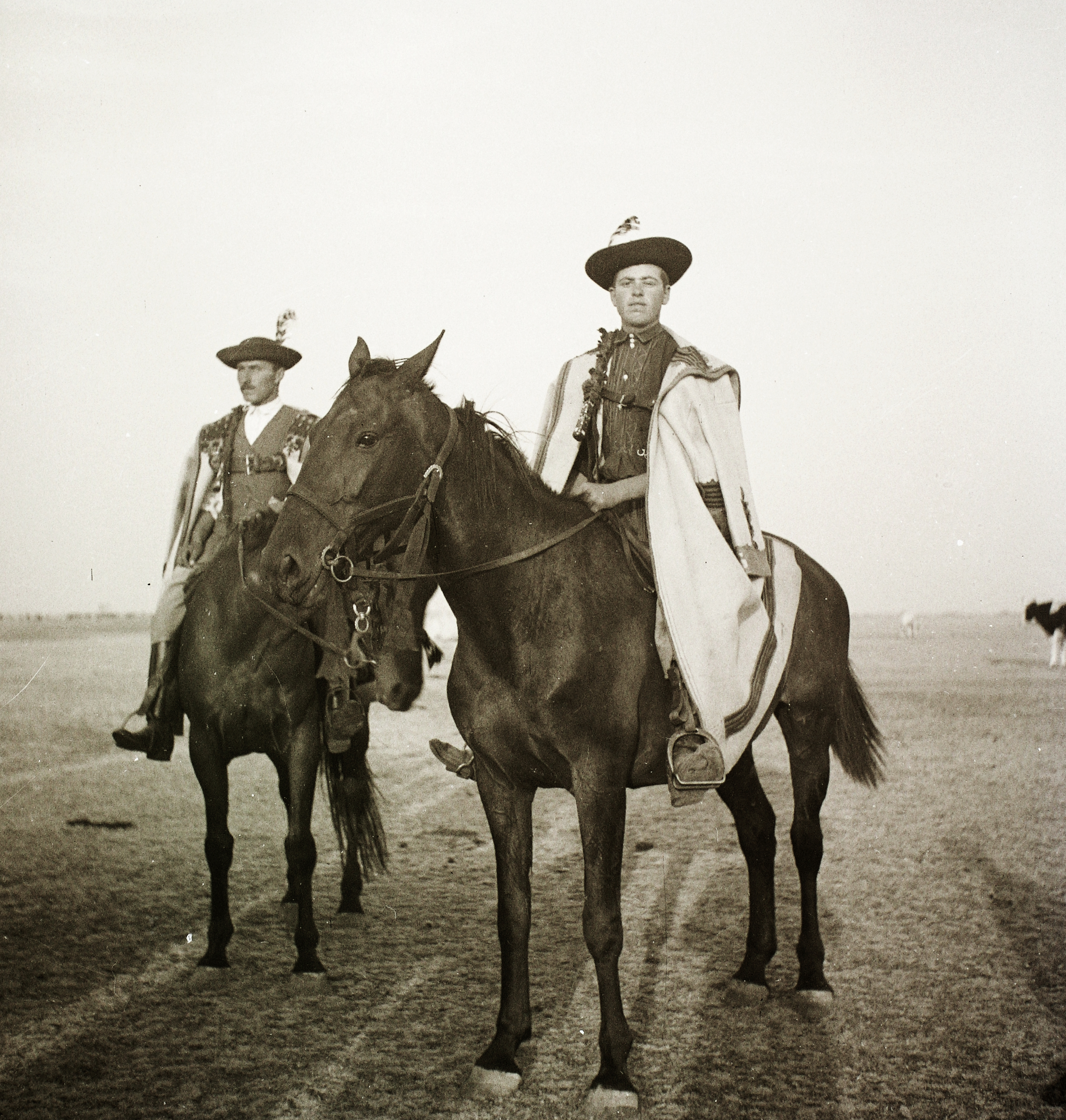
Possible Nonius monté par un cavalier hongrois à Hortobágy en 1935.

En 1861 et dans les années qui suivent, en raison d'apports de sang Pur-sang, deux types de la race commencent à se distinguer : le plus grand utilisé dans l'agriculture, et le type léger, plus petit, pour l'attelage et l'équitation,. Les juments sont distinguées en fonction de leur masse corporelle.

#### Exposition universelle de 1867
Lors de l'exposition universelle de 1867, le haras de Mezőhegyes est représenté par Nonius III, un cheval « brun châtain foncé » que le président du jury international Michel Chevalier décrit comme « le cheval le plus remarquable de toute la collection » par sa ressemblance avec l'ancienne race normande. Plusieurs Français témoignent de leur satisfaction que cette race se soit conservée pendant cinquante ans dans l'état où elle existait en Normandie en 1815. L'agronome français Guy de Charnacé décrit au contraire très négativement la race, en particulier le second Nonius présenté à cette exposition, nommé Revolver III :

« Le monstre ne vaut guère qu'un coup de pistolet ! Il ne serait pas vendu cent écus aux Tattersall. Comme taille, Revolver dépasse les géants de l'espèce ; mais quelle tête stupide, quels membres grêles, quelle poitrine étroite, quels reins longs, quelles côtes plates ! »

— Guy de Charnacé, L'espèce chevaline à l'exposition universelle de 1867
La notice publiée par le ministère de la guerre d’Autriche indique que dans le haras de Mezőhegyes, parmi les 800 juments poulinières, il y en a 200 qui descendent de l’étalon normand Nonius, introduit en 1815. Du reste, les soins apportés à la race s'expliquent par son aptitude à fournir d'excellents chevaux de guerre d'une force et d'une solidité rares, des chevaux d'attelage, ou bien par le croisement avec des chevaux Pur-sang d'une taille élevée, des chevaux de luxe.

#### Des années 1870 aux années 1930
En 1870, la race compte 2 800 étalons reproducteurs et 3 200 juments poulinières enregistrés, tous descendants de Nonius Senior. Six Nonius sont présentés à l'exposition universelle de Vienne en 1873.
Dès 1885, le Nonius est utilisé non seulement dans Mezőhegyes, mais aussi à Hortobágy. En 1900, la qualité militaire et l'apparence utilitaire modeste de ces chevaux valent à la race le titre de « cheval Idéal », décerné à l'Exposition universelle de Paris,,.
En 1934, pendant le Congrès International d'Agriculture de Budapest, Gukovik Milan décrit la réduction de trois défauts majeurs reprochés au Nonius (sa grosse tête allongée, son dos parfois faible, et sa tendance à l'embonpoint) grâce aux croisements opérés avec le Pur-sang et l'Arabe. À la fin des années 1930, six Nonius (deux étalons et quatre juments) sont emmenés vers la ferme d'expérimentation américaine de Miles City, dans le Montana, pour des tests d'élevage.

### De la Seconde Guerre mondiale à nos jours

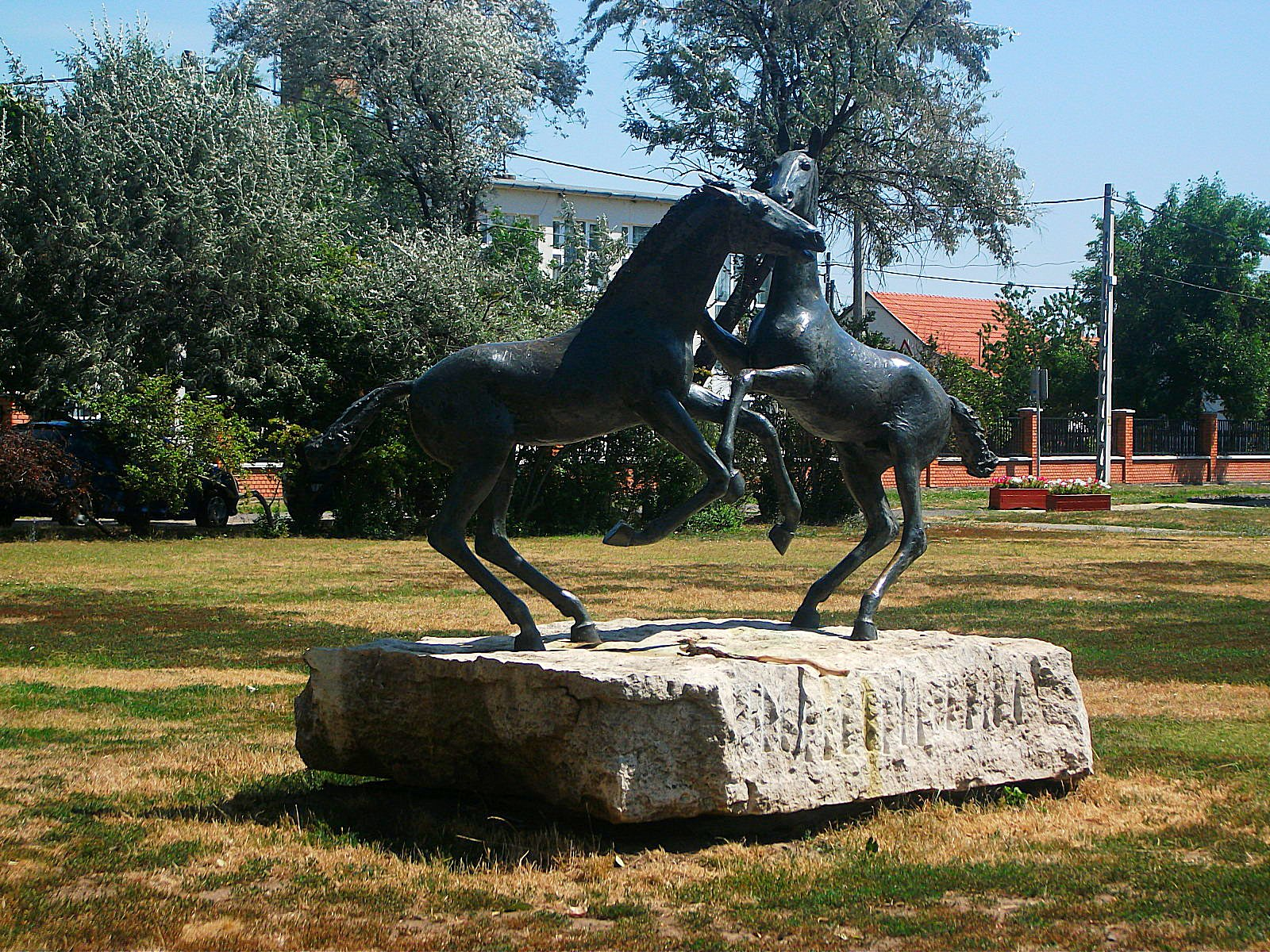
Statues de poulains joueurs à Hortobágy.

Les avancées en technologies militaires pendant la Seconde Guerre mondiale ôtant à ces chevaux l'une de leurs fonctions, ils sont ensuite réemployés à l'agriculture. La collectivisation et la mécanisation de l'agriculture hongroise durant la période communiste conduisent aussi à une réduction drastique des effectifs, renforcée par le fait que l'équitation est considérée comme un sport « bourgeois ».
Les dommages infligés aux biens et aux fournitures ont fait souffrir l'élevage de Mezőhegyes. En 1947, il ne reste que 52 juments dans la région, aussi la race Nonius frôle l'extinction. Depuis 1948, le Nonius se développe dans le haras national de Debrecen situé à Hortobágy, de manière tout aussi importante qu'à Mezőhegyes : une variété locale plus lourde y émerge. En 1954, le nombre de juments remonte à 120 à Mezőhegyes, qui est progressivement reconstruit durant les années 1960. En 1960, la base génétique Nonius de Mezőhegyes est en reconstitution, les chercheurs I. Ócsag et Á. Csete soulignant que les croisements passés avec le Pur-sang n'ont pas permis d'éliminer les défauts de conformation chez la race, mais que le croisement avec l'Arabe donne des résultats intéressants. En 1961, les deux variétés locales de la race sont fusionnées,. Le Nonius devient alors un type.
Durant les années 1970, des expériences de croisement du Nonius avec des Trotteurs et des Pur-sangs montrent une réduction de la circonférence du canon, du poids, et du tour de taille des chevaux croisés. Les tentatives visant à faire naître des chevaux de sport avec les Nonius restants échouent en grande partie, mais au cours des années 1970, l'attelage de compétition émerge en sport populaire pour lequel les Nonius peuvent exceller. Le Nonius se fait donc connaître comme cheval d'attelage, la plupart des concours sur 100 km ayant été remportés par des équipages de Nonius venus de Mezőhegyes.
En 1989, l'association nationale des éleveurs de Nonius est formée, dans le but de préserver les chevaux en race pure. Le Nonius est alors la plus nombreuse et la mieux établie des races hongroises. En 2000, Mezöhegyes, lieu de naissance du Nonius et d'autres races de chevaux, est inscrit sur la liste indicative de l'UNESCO comme « héritage mondial à protéger ».
En 2007, une coopération entre le département des Deux-Sèvres (en France) et la Hongrie permet l'arrivée de deux hongres et d'un étalon Nonius dans ce département français. Pour les Jeux équestres mondiaux de 2014, une cavalière hongroise, Zsuzsanna Wagenhoffer, parcourt 2 000 km entre Mezöhegyes et Caen avec deux Nonius.

## Description

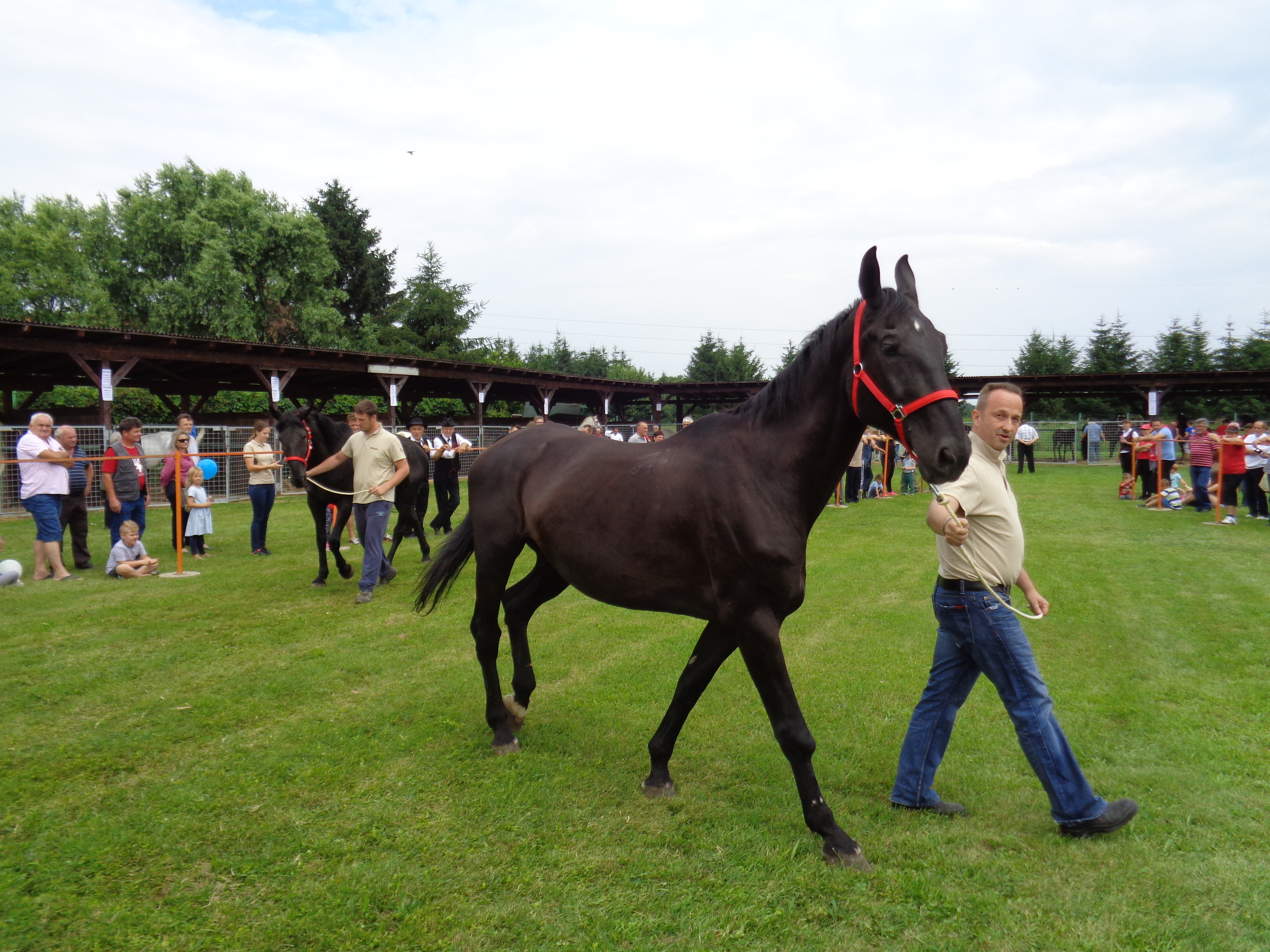
Présentation d'un Nonius à Nedelišće, en 2018.

La pratique des croisements consanguins lors de l'établissement de la race et l'utilisation continue d'un registre généalogique fermé ont contribué à faire du Nonius un cheval au type très reconnaissable, fiable dans sa transmission. C'est un cheval d'attelage mi-lourd robuste et vigoureux, aux allures rapides et très dégagées,. Il est adapté au Nagyaföld, les grandes plaines hongroises.

### Taille et poids
Il mesure entre 1,45 m et 1,55 m pour le petit Nonius (le Hortobágy), et entre 1,55 m et 1,65 m, voire 1,70 m pour le grand Nonius (le Mezőhegyes). En 1984, la journaliste équestre britannique Caroline Silver décrit le petit type de la race comme ayant une taille strictement inférieure à 1,53 m, le grand Nonius étant toujours au-dessus de cette taille. D'après l'auteur italien Gianni Ravazzi (2010), la moyenne est de 1,50 m à 1,65 m, alors que l'autrice Emmanuelle Hubrecht indique en 2005 une fourchette de 1,60 m à 1,68 m. L'un des chevaux les plus lourds destinés à l'attelage, l'Idéal Nonius, a un tour de sangle de 180 à 210 cm et une circonférence du canon de 22 à 24 cm,. La mesure corporelle des Nonius de Serbie montre que la hauteur moyenne au garrot, le tour de poitrine et la circonférence de l'os du canon sont respectivement de 158,33 cm, 181,97 cm, et 21,40 cm.
Le poids est d'environ 600 kg en moyenne à l'âge adulte, pour un poids de naissance d'environ 55 kg. En 1960, le poids de naissance des poulains Nonius était évalué à une moyenne de 47,88 kg par M. Pavlovic de Novi Sad. D'après les mesures et pesages de Nonius en Serbie, ce sont les étalons qui pèsent environ 600 kg à l'âge adulte, les juments étant plus légères, soit en moyenne 550 kg, ces mêmes valeurs étant renseignées sur la base de données DAD-IS de la FAO. Le Nonius prend plus rapidement du poids que d'autres chevaux. L'estimation du poids repose sur la mesure de la circonférence de poitrine, la largeur de la croupe et la longueur diagonale du corps.

### Morphologie

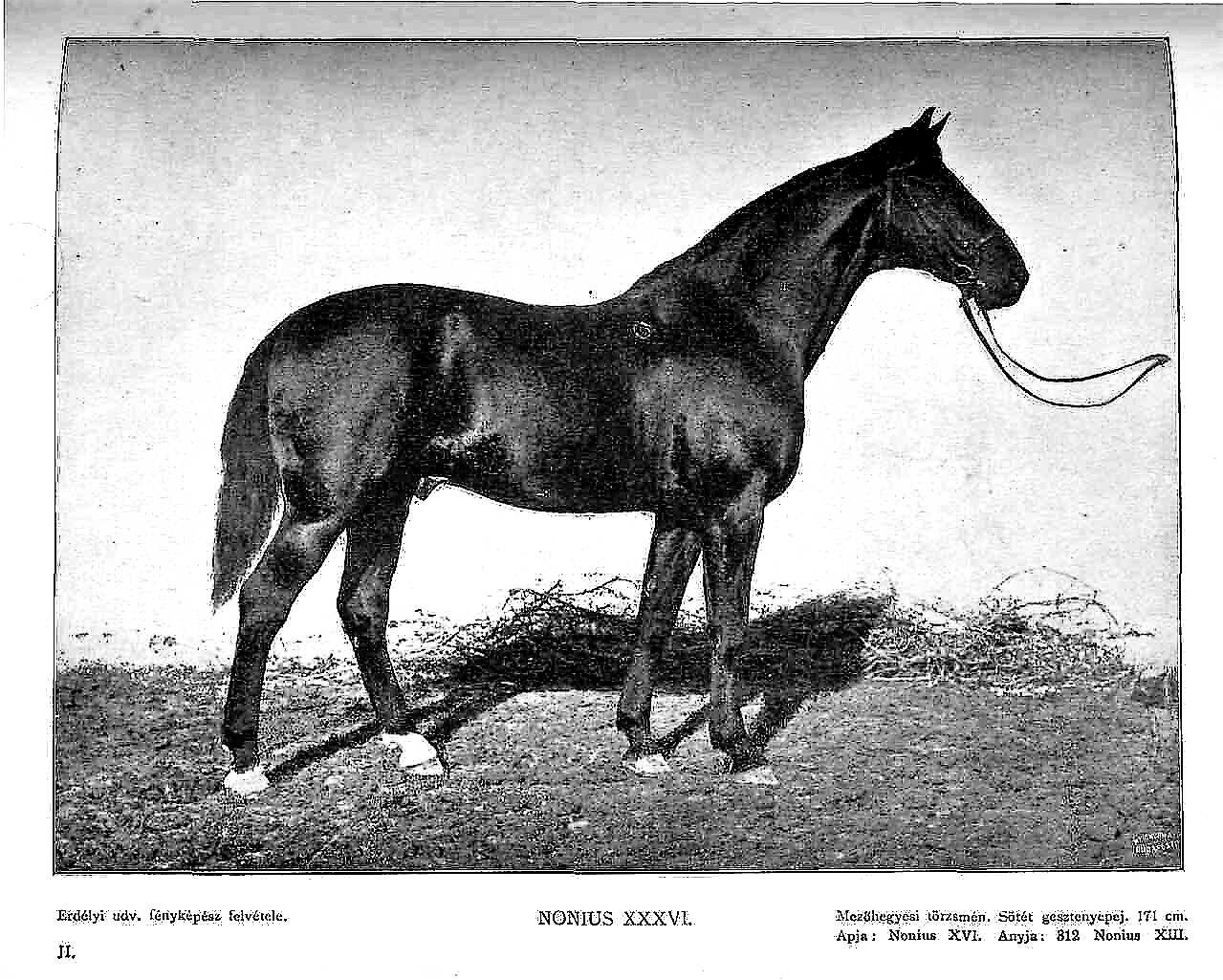
L'étalon Nonius XXXVI en 1905.

De nombreuses sources signalent que deux types historiques de Nonius existent : un grand de robe généralement noire, dérivé de l'Anglo-normand, qui est aussi la race de Nonius Senior ; et un petit généralement bai-brun, chez lequel il y a eu un apport de sang,,,. D'après le journaliste équestre autrichien Martin Haller, cette distinction est désormais caduque. L′Encyclopédie des races chevalines de Jasper Nissen ((de) Enzyklopädie der Pferderassen) précise que la classification de cette race chevaline en deux catégories, comme il est communément prétendu, résulte d'un malentendu : seul le cheptel des juments de Mezőhegyes a été catégorisé par critères de taille, et non pas en fonction de son origine.
Le modèle du Nonius est médioligne, avec un aspect lourd et ramassé. Cependant, la race s'est affinée depuis l'époque de sa création. Le Nonius présente les caractères communs aux chevaux de trait léger. Il est toujours doté d'une forte ossature, c'est un cheval bien charpenté, compact et plus lourd que le Furioso, auquel il ressemble beaucoup.

#### Tête
La race est connue pour sa tête d'apparence paisible mais énergique,, bien que sans raffinement. La tête est longue,, ou bien de longueur moyenne. Réputée grande et lourde en raison de ses origines lipizzanes et kladruber,, elle est devenue plus légère,, bien proportionnée en rapport avec la masse corporelle,. Elle est bien attachée.
Son profil généralement convexe,, est appelé « tête de bélier » ou « nez romain ». Le profil de tête peut aussi être rectiligne,. Les yeux sont petits,. Le Nonius possède un front relativement large et des naseaux larges,. Les oreilles sont longues,, ou de taille moyenne, bien alertes et mobiles,.

#### Avant-main, corps, arrière-main

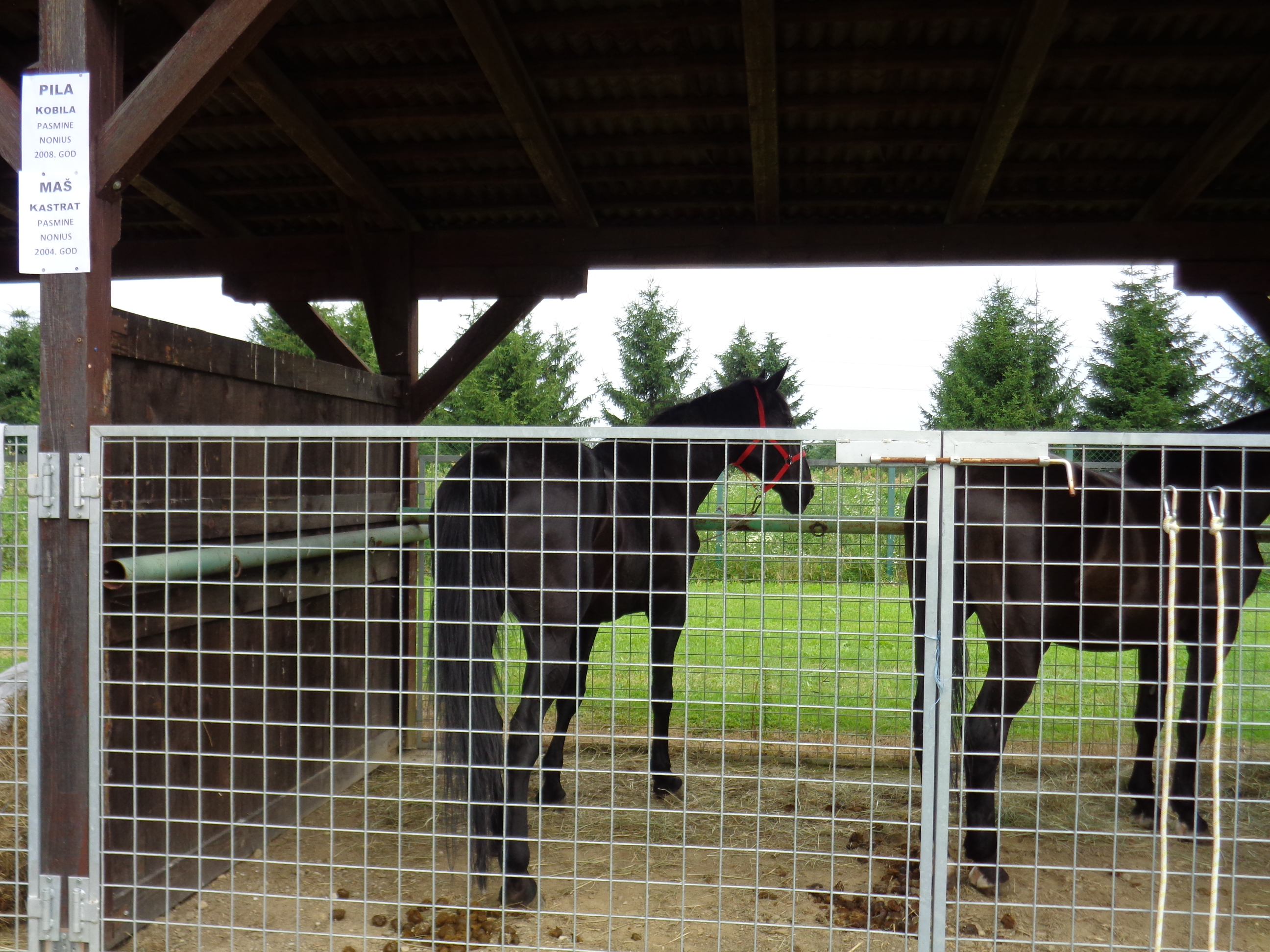
Deux Nonius noirs à Nedelišće, en Croatie.

Il possède une encolure courte selon Hubrecht, longue et musclée selon Bongianni, bien greffée, et forte,, portée haut,,, bien qu'inélégante selon Edwards. Celle des étalons est particulièrement arquée, celle des juments droite et de longueur moyenne. Le garrot est selon la plupart des sources sec, saillant et bien sorti,,, selon d'autres sources, il est bas et large.
L'épaule est plutôt courte selon Haller, Bongianni la décrivant longue. Elle est puissante,, solide et inclinée,. La poitrine est large ; le passage de sangle est bon. Le dos est long, et parfois un peu plongeant,, mais large, et typiquement musclé comme il le faut pour un cheval carrossier. Le thorax est ample et profond,.
L'arrière-main est très puissante,, et bien musclée. La croupe, de forme arrondie ou avalée,,, est courte, et manque d'amplitude,. La queue est bien attachée.

#### Membres
Les membres sont musclés et solides, et plutôt courts,. Les articulations sont sèches, grandes et larges. Les jambes sont sèches et dotées de canons épais, les membres et les boulets sont courts,,. Les paturons sont courts,, et ont peu de fanons. Les sabots sont ronds et petits selon Ravazzi, Haller les décrivant au contraire comme gros. Ils sont bien conformés et très solides,.

### Robe
Le Nonius est généralement noir ou bai-brun,,, plus rarement baie, avec ou sans marques blanches. Les individus bais sont plus fréquents chez les chevaux Nonius provenant de Hortobágy.
Plusieurs auteurs citent la robe alezane brûlée comme possible,,.

### Allures
Il montre une action volontaire au pas et au trot, mais son galop est relativement lourd et lent. Il peut cependant soutenir le galop durant dix minutes, sans montrer de signes de fatigue ni de transpiration,.

### Tempérament, entretien et santé
Le Nonius est un cheval robuste, énergique et endurant, connu pour son tempérament sympathique, aimable et docile,,,, et sa grande volonté et capacité au travail, à la fois entre les harnais et sous la selle,,.
Son bon tempérament est considéré comme sa plus grande qualité. Il est à la fois docile et vif,. Son caractère serait beaucoup plus agréable que celui d'une autre race hongroise, le Kisber Felver.
En outre, il est généralement facile à entretenir et doté d'une grande endurance,, bien qu'il demande une ration de nourriture conséquente.
La durée de gestation se situe dans la moyenne des autres races de chevaux, sans particularités statistiquement significatives. Sa croissance est lente, car il n'atteint pas la maturité avant l'âge de six ans. C'est en contrepartie un cheval qui vit très vieux.
Un cheval Nonius âgé de trois ans a fait l'objet d'une étude de cas, qui a révélé qu'il est né avec des chromosomes sexuels XXXY, ce qui correspond à une intersexuation de type Klinefelter.

### Sélection et génétique
Il existe à Mezőhegyes des enregistrements généalogiques remontant jusqu'à 1785,, le Nonius étant géré comme race séparée dans ces registres à partir de 1885. L'analyse généalogique de 11 753 Nonius montre que la race a subi un goulet d'étranglement de population. Par ailleurs, seulement 10 étalons contribuent à 55 % de la diversité génétique, un seul étalon étant responsable de 13,8 % de cette diversité, ce qui résulte probablement du système d'élevage à registre généalogique fermé (seul un cheval issu de parents Nonius entre dans la race Nonius). Le Nonius a donc une consanguinité très élevée, le coefficient de consanguinité le plus haut de toutes les races de chevaux hongroises, ainsi que la plus basse population effective, proche de celle de la race Noriker. Son nombre d'ancêtres effectifs est comparable avec celui de la race hongroise du Gidran.
La population serbe de Nonius présente un profil génétique distinct de celui du Nonius hongrois, avec une haute prévalence (67 %) du rare haplogroupe D, alors que le Nonius hongrois présente une plus forte prévalence de l'haplogroupe M ouest-européen, ce qui le rapproche génétiquement du Danubien, suggérant une origine commune. Le Nonius est aussi génétiquement très proche du Furioso (même cluster), ce qui a été attribué à l'existence d'ancêtres Pur-sang communs et à l'usage de juments Nonius dans la création de la race Furioso. Il présente enfin un lien génétique fort avec la race du vieux Kladruber noir. Le Nonius est génétiquement plus éloigné du Pur-sang que le cheval Gidran, ce qui est cohérent avec l'histoire de la race. Il est relativement éloigné génétiquement du Selle slovaque.
En plus du fondateur Nonius Senior, une quinzaine d'étalons, dont Nonius IX, se sont distingués dans l'histoire de la race,. L'influence du Pur-sang et du Holsteiner sur le Nonius depuis les années 1950 est estimée à environ 20 %.
Le registre fermé du Nonius a été réédité en 2006. La sélection se base surtout sur la qualité du mental, avec une recherche de cadre, de physique harmonieux, et de bonnes actions. Les candidats à la réserve d'élevage sont soumis à un test de performances à l'attelage.

## Utilisations

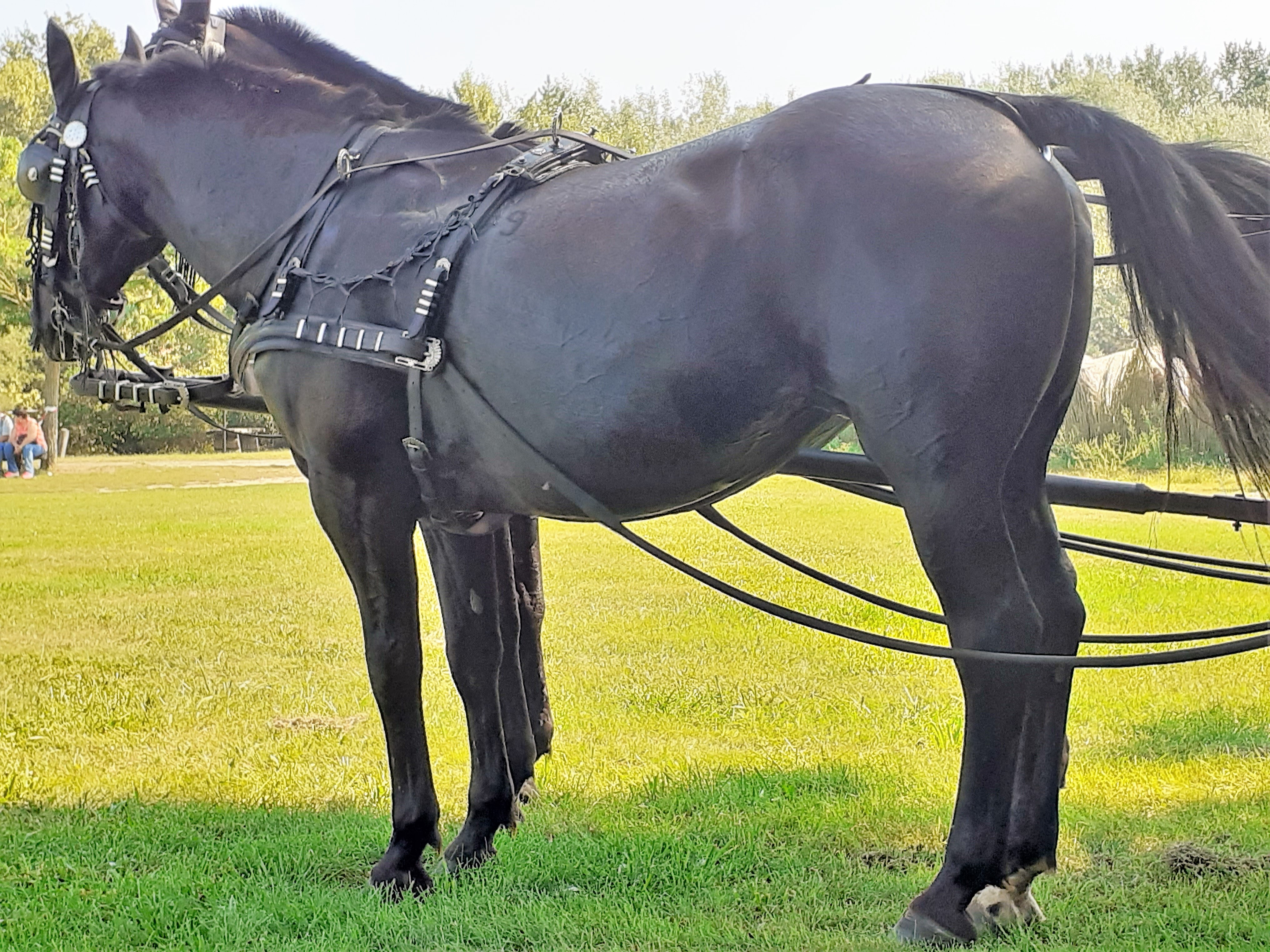
Attelage de Nonius au parc d'Ópusztaszer, en Hongrie.

La race connaît des usages multiples,, plus particulièrement orientés vers l'attelage et le sport. Les Nonius sont toujours utilisés pour les travaux agricoles et le trait léger et moyen,, tout particulièrement en plaine. Ils disposent d'une puissance de traction bien supérieure à celles de chevaux plus proches du sang. Les plus grands sujets sont populaires en attelage, les plus petits sous la selle. Le Nonius excelle en attelage sportif, dans lequel il est très populaire,. Il est également très apprécié des Csikós, cavaliers connus par leur pratique de la poste hongroise, qui servait historiquement à mener un groupe de chevaux sans utiliser de selle ni d'attelage.

### Sous la selle
La race est aussi utilisée sous la selle,, notamment pour la chasse, l'équitation de loisir et l'équithérapie,. Le Nonius est plutôt lent, mais il dispose d'une bonne endurance,. Haller et Cheval Magazine lui décrivent une bonne aptitude au saut, alors que l'école vétérinaire de Hanovre le décrit comme étant beaucoup moins performant au saut que le Kisber Felver. Cette même source le décrit comme moins adapté au dressage.
Son dos large en fait un bon cheval de voltige.
Il est depuis longtemps utilisé par la police montée hongroise grâce à son bon tempérament, et plus récemment par les polices montées tchèques et belges. La police montée de Bruxelles compte ainsi quelques Nonius achetés directement en Hongrie, dont un jeune cheval (en 2021) nommé Ciprus.

### Croisements

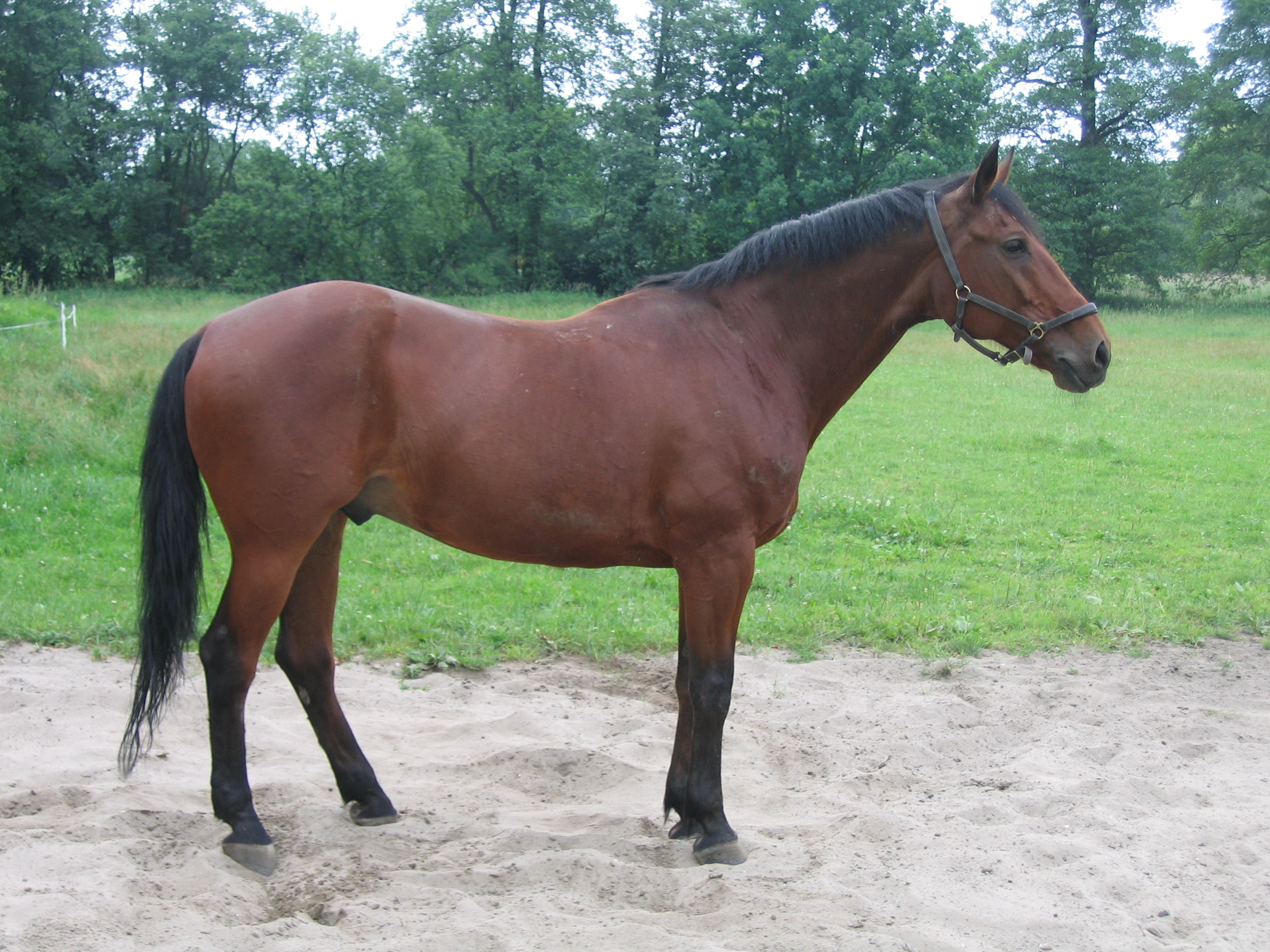
Le Furioso-North Star est très proche du Nonius.

En croisement avec des Pur-sang, le Nonius donne d'excellents chevaux de sport,,, adaptés au concours complet et au saut d'obstacles. Le Nonius a significativement influencé plusieurs races de chevaux d'Europe, notamment le Furioso-North Star, le Danubien,, l'Albanais, le Banat (désormais éteint), le Pénée au début du XXe siècle,, l'Andravida après 1920, le Selle slovaque, le Selle ukrainien,, et les chevaux de Slavonie. Entre 1829 et 1906, il est entré en croisement avec le cheptel des chevaux turcs, notamment chez la race de l'Uzunyayla. Il est à l'origine de la race turque Karacabey-Nonius, officialisée en 1962.

## Diffusion de l'élevage
L'étude de l'université d'Uppsala, publiée en 2010, considère le Nonius comme une race européenne à diffusion transfrontière ne risquant pas l'extinction. La population totale de chevaux Nonius est estimée à environ 450 juments et 80 étalons en 2008,, puis à 500 juments de pure race en 2012.

### En Hongrie

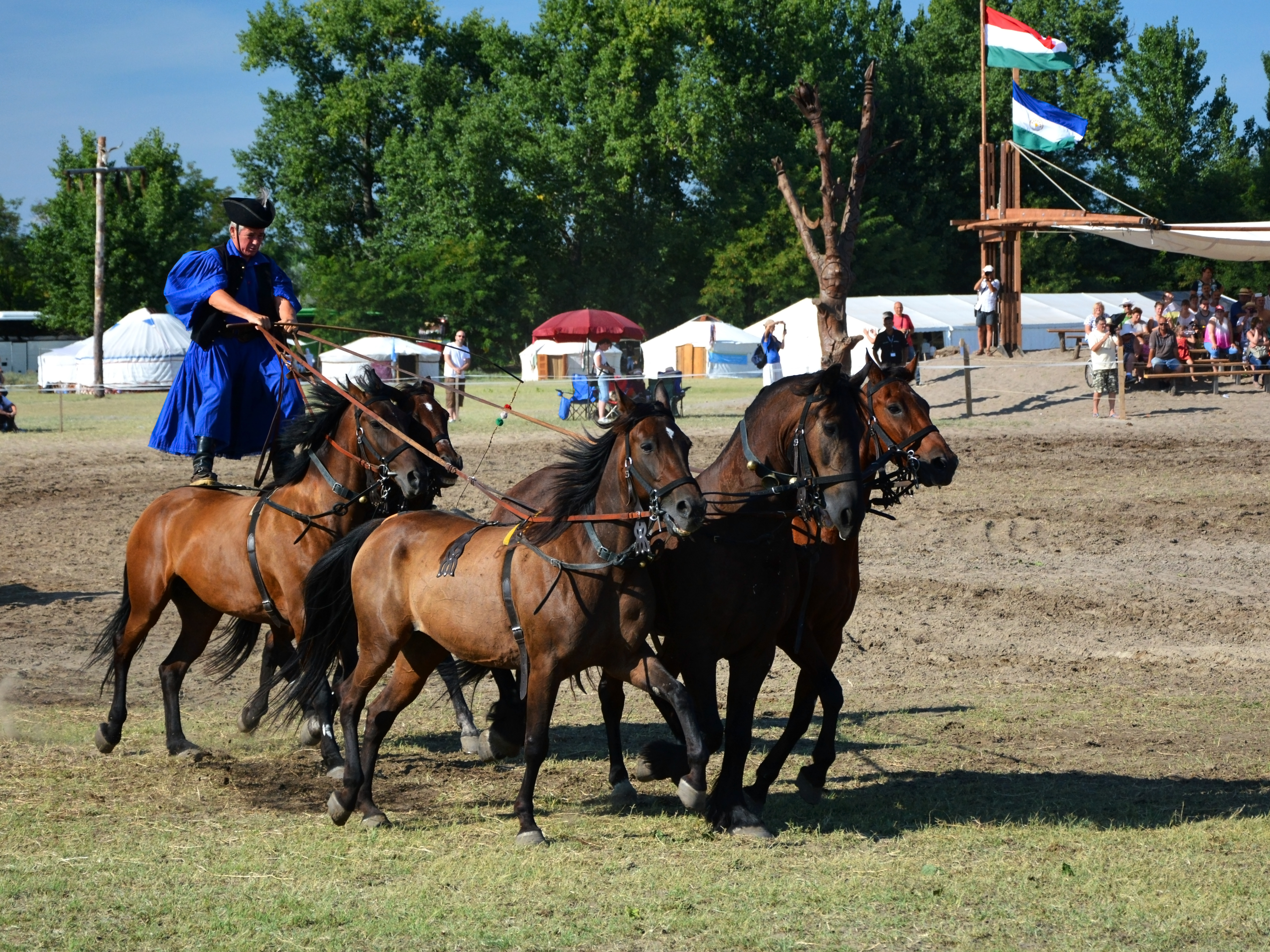
Monte en poste hongroise à Hortobágy.

Le Nonius est considéré comme une race en danger sur décision du parlement hongrois depuis 2004. La base de données DAD-IS signale aussi ce risque local d'extinction pour une race chevaline régionale et indigène, originaire de la partie orientale du pays. En 2022, 1 347 Nonius sont recensés en Hongrie au total.
Le gouvernement hongrois tente d'augmenter cette population de chevaux, et sa qualité. Mezőhegyes n'est plus le principal centre d'élevage de la race en Hongrie. Il s'agit désormais du haras Máta (ou haras d'Epona), situé dans le parc d'Hortobágy, qui détient 300 chevaux Nonius en semi-liberté. Ce n'est plus un haras national depuis les années 1990, il s'est mué en complexe hôtelier et de loisir, tenant ses 400 chevaux (dont une majorité de Nonius) à la disposition d'une clientèle assez fortunée.

### En Serbie
L'élevage serbe débute au haras de Karađorđevo, avec un apport de chevaux depuis Mezőhegyes en 1885. Le Nonius est notamment élevé en Voïvodine, toujours essentiellement au haras de Karađorđevo. La race est considérée localement comme peu productive et compétitive depuis la perte de ses usages ancestraux, mais aussi comme une ressource génétique bien adaptée à des conditions environnementales spécifiques, et donc à préserver malgré ses effectifs très réduits et une situation localement critique,. En 2023, la population serbe de Nonius se situe entre 100 et 500 sujets.
Le Nonius est inclus au programme local serbe pour la conservation et l'utilisation durable des ressources génétiques animales, visant la préservation d'un type d'attelage aux caractéristiques raciales distinctives. Ce programme est géré par le département des sciences animales de l'université de Novi Sad.

### En Slovaquie

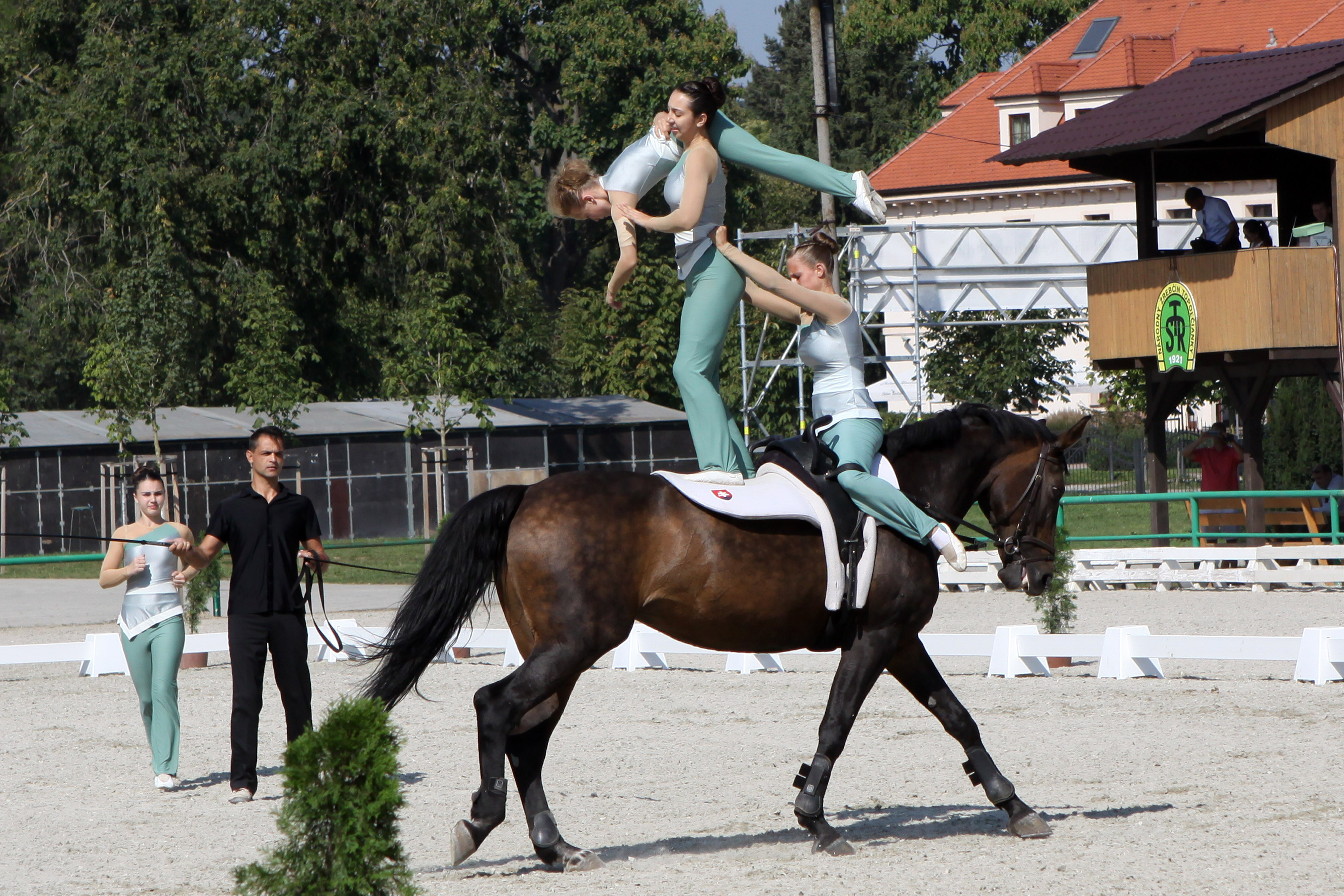
Démonstration de voltige au haras de Topoľčianky, en 2016.

En Slovaquie, le Nonius est notamment élevé au haras de Topoľčianky,. Localement adaptée, la race dispose d'un registre généalogique depuis 1922, et est présente dans ce pays au moins depuis 1927 ; en 2013, la Slovaquie conserve trois étalons Nonius issus de la lignée fondatrice N VIII, pour douze étalons reproducteurs actifs au total. D'après des analyses publiées fin 2009, les meilleures familles de juments Nonius slovaques sont celles de 406 Nonius IX - 4, 597 Nonius XVI - 5, et 539 Nonius. Avec 100 à 150 sujets en Slovaquie, cette race est critiquement menacée d'extinction à l'échelon du pays. Sa surveillance est assurée par Zväz chovateľov koní na Slovensku.

### En Roumanie
Le Nonius a été importé en Roumanie à partir de pays voisins. En 2003, la population roumaine totale est estimée à 70 Nonius.
Quelques groupes d'animaux sont implantés, notamment au haras national d'Izvin, qui en 2015 possède 35 Nonius, 4 mâles et 31 femelles. Cette population a vécu de façon relativement isolée sur le plan de la reproduction, ce qui lui a fait suivre sa propre trajectoire évolutive, avec un effet négatif sur l'intervalle entre les générations. En 2007, des croisements avec le trotteur et le Pur-sang étaient proposés au sein de cette population. Ces croisements augmentent la vitesse des chevaux hybrides.

### Dans d'autres pays
Le Nonius est aussi élevé en Tchéquie et en Bulgarie.

## Dans la culture
Le Nonius fait partie de l'imaginaire culturel de la plupart des Hongrois, qui connaissent son image à travers les livres et les magazines. Il souffre cependant d'un déficit de notoriété, car l'époque communiste l'a associé à l'image du cheval de paysan, ce qui freine son accession aux compétitions de haut niveau. D'après Zsuzanna Wagenhoffer, de nombreux Hongrois perçoivent les chevaux d'Europe de l'Ouest comme supérieurs sportivement au Nonius, qu'ils associent au travail agricole.
La race est méconnue hors de sa région d'élevage historique, et notamment en France.